# Cocteau Twins
Cocteau Twins bio je škotski sastav koji je postojao od 1979. do 1997. U Grangemouthu su ga osnovali gitarist Robin Guthrie i basist Will Heggie; godine 1981. pridružila im se pjevačica Elizabeth Fraser, a godine 1983. Heggieja je zamijenio multiinstrumentalist Simon Raymonde. Kritičari su pohvalili eteričan zvuk pjesama natopljen efektima i sopranske vokalne dionice Fraser, čiji tekstovi često nisu u obliku prepoznatljiva jezika. Smatra se jednim od ključnih predstavnika dream popa, podžanra alternativnog rocka, iz osamdesetih godina 20. stoljeća.
Grupa je u početku skladala pjesme pod utjecajem skupina Siouxsie and the Banshees i Joy Division. Nakon što je 1982. potpisala ugovor s britanskom diskografskom kućom 4AD, iste je godine objavila debitantski studijski album Garlands. Ulazak Raymondea u sastav 1983. učvrstio je posljednju postavu, koja je objavila svoj najveći hit u Ujedinjenom Kraljevstvu, "Pearly-Dewdrops' Drops"; ta se pjesma pojavila na 29. mjestu ljestvice UK Singles Chart. Godine 1988. Cocteau Twins potpisao je ugovor s Capitol Recordsom za distribuciju albuma u Sjedinjenim Američkim Državama; prvi njegov album koji je taj izdavač objavio u SAD-u bio je Blue Bell Knoll. Nakon objave njegova kritički najuspješnijeg albuma Heaven or Las Vegas 1990. godine sastav je napustio 4AD i potpisao ugovor s Fontana Recordsom, koji je objavio njegova posljednja dva albuma.
Nakon skoro 20 godina postojanja grupa se razišla 1997., djelomično zbog problema do kojih je došlo nakon što su Fraser i Guthrie prestali biti u ljubavnoj vezi. Godine 2005. skupina je najavila da će se ponovno okupiti da bi na festivalu Coachella nastupila kao glavni izvođač i potom otišla na svjetsku turneju. Međutim, to je ponovno okupljanje otkazano mjesec prije nego što je do njega trebalo doći jer je Fraser odbila nastupiti s Guthriejem. U intervjuu iz 2021. Raymonde je potvrdio da se Cocteau Twins "više nikad neće okupiti".

## Povijest

### Početci (1979. – 1983.)
Guthrie i Heggie, obojica podrijetlom iz škotskog grada Grangemoutha, osnovali su skupinu 1979. U lokalnoj su diskoteci pod imenom The Hotel International 1981. upoznali sedamnaestogodišnju Fraser dok je Guthrie ondje bio DJ, nakon čega je postala pjevačica sastava. Grupa je tad bila pod utjecajem izvođača i skupina kao što su The Birthday Party (bubnjar Phill Calvert iz tog sastava potaknuo je Cocteau Twins da potpiše ugovor s 4AD-om), Sex Pistols, Kate Bush i Siouxsie and the Banshees, (Fraser je nekoliko godina na rukama imala tetovaže Siouxsie and the Bansheesa). Grupa je dobila ime po pjesmi "The Cocteau Twins" skupine Johnny and the Self-Abusers (koja je poslije promijenila ime u Simple Minds); ta je pjesma poslije pretvorena u pjesmu "No Cure".
Prije objave debitantskog albuma skupina je u lipnju 1982. snimila nekoliko pjesama za Johna Peela, među kojima su "Wax and Wane" and "Garlands". Debitantski album Garlands (koji je u rujnu 1982. objavio 4AD) odmah je postigao uspjeh na tržištu; pojavio se na drugom mjestu ljestvice nezavisnih albuma u Ujedinjenom Kraljevstvu. Don Watson iz NME-a usporedio je tadašnji glazbeni stil sastava sa stilovima gothic rock grupa kao što su Gene Loves Jezebel i Xmal Deutschland, a Sue Cummings iz Spina u retrospektivnoj ga je recenziji usporedila sa stilovima Siouxsie and the Banshees i Bauhaus. Godine 2020. Under the Radar izjavio je da je album "predstavljao početak alternativne gitarske glazbe" i dodao je da su "pjesme poput 'Wax and Wane' i 'But I’m Not' bez ikakve sumnje nadahnule generacije gitarista koji se desetljećima služe pedalama za efekte." Mjesec dana nakon objave Garlandsa skupina je objavila EP Lullabies, a iduće je godine objavila EP Peppermint Pig.
Grupa se na tim trima uradcima oslanjala na spoj Heggiejevih ritmičnih bas-dionica, Guthriejevih minimalističkih gitarskih melodija i glas Elizabeth Fraser. Idući studijski album Head over Heels oslanjao se na potonja dva čimbenika jer je Heggie napustio skupinu nakon turneje koja je uslijedila poslije objave Peppermint Piga (naknadno se pridružio skupini Lowlife). To je dovelo do kombinacije tipične za Cocteau Twins: glas Elizabeth Fraser, opisan kao eteričan i operni, spojen s Guthriejevim gitarskim dionicama koje su sve više ukrašene efektima; Guthrie je često govorio da ga zapravo više zanima način na koji se gitara snima nego u same note koje svira, ali je poslije priznao da se u početku oslanjao na efekte i slojevitost zvuka jer nije bio dovoljno vješt svirač.
Godine 1983. sastav je u sudjelovao u projektu svojeg izdavača pod imenom This Mortal Coil; za taj je projekt obradio pjesmu "Song to the Siren" Tima Buckleyja. Iako je ta obrada objavljena pod imenom This Mortal Coil, naknadno je postala jedna od najpoznatijih pjesama Cocteau Twinsa: godine 2012. Dawn French izabrala je tu pjesmu u emisiji Desert Island Discs kao "pjesmu zbog koje sam se ponovno zaljubila". Dok su još radili na projektu This Mortal Coil, Guthrie i Fraser upoznali su još jednog glazbenika koji mu je pridonosio – multiinstrumentalista Simona Raymondea (nekadašnjeg člana Drowning Crazea), koji se iste godine pridružio Cocteau Twinsu.

### Popularnost (1984. – 1989.)
Cocteau Twins – The Spangle Maker

Skupina je s Raymondeom objavila niz kritički uspješnih albuma i EP-a na kojima se počela baviti novim glazbenim stilom. Među tim su uradcima The Spangle Maker (iz 1984.), Treasure (iz 1984.), Aikea-Guinea (iz 1985.), Tiny Dynamine (iz 1985.), Echoes in a Shallow Bay (iz 1985.) i Love's Easy Tears (iz 1986.). Raymonde je pozvan na snimanje drugog albuma This Mortal Coila i nije sudjelovao u snimanju četvrtog studijskog albuma Cocteau Twinsa, Victorialanda (iz 1986.), na kojem su pjesme mahom akustične. Raymonde se vratio skupini u vrijeme snimanja The Moon and the Melodiesa (iz 1986.), albuma na kojem je sastav radio s Haroldom Buddom, skladateljem ambijentalne glazbe. Taj album nije objavljen pod imenom Cocteau Twins.
Godine 1985. 4AD je potpisao ugovor s Relativity Recordsom za distribuciju albuma Cocteau Twinsa u SAD-u i ostalim državama. U počast tom događaju iste je godine objavljena kompilacija The Pink Opaque kojom su novoj, široj publici predstavljeni rani radovi skupine.
Iako je diljem svijeta njegove albume i dalje distribuirao 4AD, godine 1988. Cocteau Twins potpisao je ugovor s većim izdavačem Capitol Recordsom za distribuciju albuma u SAD-u, a u rujnu te godine objavio je peti studijski album Blue Bell Knoll. "Carolyn's Fingers" postala je najuspješnija pjesma grupe u SAD-u; pojavila se na drugom mjestu Billboardove ljestvice Alternative Songs.

### Uspjeh na tržištu (1990. – 1994.)
Sastav je krajem 1990. objavio šesti studijski album Heaven or Las Vegas. Odmah nakon objave popeo se do najviših mjesta ljestvice UK Albums Chart i postao je njegov komercijalno najuspješniji uradak. Iako su album i naknadne turneje bili uspješni, u skupini su se pojavili problemi. Raskinuli su ugovor s 4AD-om nakon objave Heaven or Las Vegasa dijelom zbog sukoba s Ivom Watts-Russellom, osnivačem te diskografske kuće, a sam se sastav skoro razišao zbog problema među članovima, uglavnom zbog Guthriejeve ovisnosti o drogama.
Dok je bio na međunarodnoj turneji kojom je podržavao Heaven or Las Vegas, Cocteau Twins potpisao je novi ugovor s Fontanom, podružnicom Mercury Recordsa, za distribuciju glazbenih uradaka u Ujedinjenom Kraljevstvu i drugdje, ali je zadržao ugovor s Capitolom za distribuciju albuma u SAD-u. Godine 1991. 4AD i Capitol objavili su box set u kojem su se nalazili EP-ovi skupine objavljeni od 1982. do 1990. i dodatni disk s rijetkim i prethodno neobjavljenim inačicama pjesama.
Fraser i Guthrie 1993. su prekinuli svoju dugogodišnju ljubavnu vezu, tijekom koje su dobili kćer Lucy-Belle, rođenu 1989. Sedmi studijski album skupine Four-Calendar Café, objavljen je krajem 1993. Članovi sastava izjavili su da je Four-Calendar Café odgovor na razdoblje nemira u kojem su se nalazili godinama; Guthrie se počeo odvikavati od alkohola i droga, a Fraser je počela ići na psihoterapiju.

### Posljednji uradci i razilaženje (1995. – 1997.)
Godine 1995. objavljena su dva nova EP-a: Twinlights i Otherness. Neke od pjesama na Twinlightsu i Othernessu inačice su pjesama s osmog i posljednjeg studijskog albuma Milk & Kisses (iz 1996.). Na tom se uratku sastav vratio slojevitim gitarskim dionicama, a Fraser je ponovno počela pjevati stihove koji nisu bili posve prepoznatljivi. Dvije pjesme s albuma objavljene su kao singlovi: "Tishbite" i "Violaine". Grupa je uz još jednog gitarista i bubnjara otišla na dugotrajnu turneju kako bi podržala album, posljednji dogovoren u ugovoru s Mercuryjem i Fontanom. Nova pjesma, "Touch upon Touch", počela se izvoditi na koncertima. Fraser, Guthrie i Raymonde napisali su dvije pjesme, "Fracture" i "Repressing Happiness" za kinesku pop-pjevačicu Faye Wong; pojavile su se na njezinu albumu Fuzao, koji je objavljen u lipnju 1996.
Godine 1997., tijekom snimanja albuma koji je trebao biti deveti studijski album Cocteau Twinsa, trio se razišao zbog nepremostivih razlika dijelom povezanih s prekidom veze Guthrieja i Fraser. Iako je nekoliko pjesama djelomično snimljeno, sastav je izjavio da ih vjerojatno nikad neće dovršiti i objaviti.

### Poslije raspada
Godine 1999. Bella Union, diskografska kuća koju su osnovali Guthrie i Raymonde, objavila je kompilaciju pjesama Cocteau Twinsa na dvama CD-ovima pod imenom BBC Sessions. Na toj se kompilaciji nalaze sve snimke nastupa grupe u britanskim radioemisijama od 1982. do 1996., a pojavljuju se i rijetke i neobjavljene inačice pjesama. Godine 2000. 4AD je objavio Stars and Topsoil, kompilaciju pjesama prethodno objavljenih pod licencijom 4AD-a koje je izabrao sam sastav; Guthrie je digitalno ponovno masterirao sve snimke. 4AD je 2003. objavio digitalno ponovno masterirane inačice prvih šest albuma Cocteau Twinsa.
Dana 31. siječnja 2005. Cocteau Twins izjavio je da će se ponovno okupiti da bi 30. travnja 2005. nastupio na festivalu Coachella, a naknadno je dodao da će poslije tog nastupa uslijediti i dodatni koncerti. Međutim, 16. ožujka grupa je otkazala ponovno okupljanje nakon što je Fraser izjavila da neće sudjelovati u njemu. U intervjuu iz 2009. izjavila je da ne bi mogla izdržati bol koju bi joj prouzročio zajednički nastup s bivšim partnerom Guthriejem. Raymonde je izjavio da je u to vrijeme grupa planirala otići na svjetsku turneju koja se trebala sastojati od 55 koncerata i od koje je trebao zaraditi 1,5 milijuna funti. Iste je godine 4AD objavio deset tisuća primjeraka kompilacijskog box seta  pod imenom Lullabies to Violaine; sastoji se od četiri CD-ova na kojima se nalaze svi singlovi i EP-ovi objavljeni između 1982. i 1996. Ubrzo nakon toga objavljena su još dvije kompilacije od dva CD-a pod istim imenom, poznate kao Volume 1 i Volume 2.
Od ožujka 2007. skupina je na internetskim podcastima počela dijeliti prethodno neobjavljene koncertne snimke. Dana 6. ožujka 2008. skupina je osvojila nagradu Inspiration Award Q Awardsa.

## Samostalni projekti
Bivši su se članovi Cocteau Twinsa odlučili i dalje baviti glazbom nakon raspada skupine. Osim što su osnovali diskografsku kuću Bella Union, Guthrie i Raymonde postali su producenti albuma novih grupa koje su sklopile ugovor s tom kućom.
Prvi album koji je Bella Union objavio jest Raymondeov samostalni album Blame Someone Else. Raymonde je također jedan od producenata postumnog albuma Billyja Mackenzieja iz skupine Associates, a zatim je bio producent albuma izvođača Domino Recordsa kao što su James Yorkston, Archie Bronson Outfit (skupine čiji je poslije bio menadžer) i Clearlake. Naknadno je bio producent albuma britanskog sastava The Duke Spirit, londonskog dua Helene i nekadašnjeg frontmena Golden Virginsa Lucasa Renneyja, a miksao je album The End of History Fionna Regana koji je bio nominiran za nagradu Mercury. S Bella Unionom ugovor su svojedobno potpisali izvođači kao što su Laura Veirs, Fleet Foxes, Midlake, Lift to Experience, the Low Anthem, I Break Horses, the Czars i John Grant. Raymonde je na dodjeli nagrada Music Week osvojio nagradu za Nezavisnu diskografsku kuću godine 2010., 2012. i 2014.
Guthrie je objavio pet samostalnih studijski albuma – Imperial, Continental, Carousel, Emeralds u Fortune – i pet EP-ova. Odlazio je na dugotrajne turneje sa svojom skupinom Violet Indiana, u kojoj je sudjelovao bivši gitarist Cocteau Twinsa Mitsuo Tate. Također je skladao glazbu za tri filma: U nepoznatoj koži Gregga Arakija (na glazbi je radio s Haroldom Buddom), 3:19 Nada Es Casualidad Danyja Saadije i White Bird in a Blizzard Gregga Arakija (na glazbi za taj film ponovno je radio s Buddom). S Buddom je surađivao i na dvama popratnim CD-ovima, Before the Day Breaks i After the Night Falls, a poslije i na uradcima Bordeaux i Winter Garden; na potonjem je uratku taj dvojac surađivao i talijanskim glazbenikom Eraldom Bernocchijem. Godine 2006. Guthrie je bio producent na trima pjesmama na albumu Connectivity! skupine Mahogany, na kojem je Lucy-Belle Guthrie prvi put pjevala. Svirao je gitaru na debitantskom albumu Apollo Heightsa White Music for Black People, čiji je i producent.
Fraser je pjevala na singlu "Lifeforms" the Future Sound of Londona (iz 1993.) i na trima pjesmama na albumu Mezzanine Massive Attacka iz 1998. (s tom je skupinom nekoliko puta otišla i na turneju), a pjevala je i na drugim glazbenim projektima. Za pjesmu "Teardrop" Massive Attacka napisala je tekst i pjevala ga; ta se pjesma pojavila na desetom mjestu britanske ljestvice singlova. Postojala su govorkanja da radi na samostalnom albumu, ali trenutačno nema ozbiljnijih dokaza koji bi potkrijepili te tvrdnje. Također je pjevala na pjesmi "Lament for Gandalf" iz filma Gospodar prstenova: Prstenova družina. Godine 2000. pjevala je s Peterom Gabrielom na njegovu albumu Ovo (The Millennium Show). Godine 2005. surađivala je s bretonskim glazbenikom Yannom Tiersenom na dvjema pjesmama na njegovu albumu Les retrouvailles. Godine 2009. objavila je singl "Moses" pod licencijom Rough Tradea.

## Članovi sastava
Posljednja postava
- Robin Guthrie – gitara, bas-gitara, bubnjarski stroj (1979. – 1997.)
- Elizabeth Fraser – vokali (1981. – 1997.)
- Simon Raymonde – bas-gitara, gitara, glasovir (1983. – 1997.)

Prijašnji članovi
- Will Heggie – bas-gitara (1979. – 1983.)

## Diskografija
Studijski albumi
- Garlands (1982.)
- Head over Heels (1983.)
- Treasure (1984.)
- Victorialand (1986.)
- Blue Bell Knoll (1988.)
- Heaven or Las Vegas (1990.)
- Four-Calendar Café (1993.)
- Milk & Kisses (1996.)